# 홍영순
홍영순은 대한민국 여자 농구 국가대표팀 선수였다. 정확한 슈팅으로 득점력이 매우 높은 슈터였다. 숭의여자고등학교를 졸업하고 실업팀 태평양화학에 입단했고, 국가대표 선수로 오래 활약했다. 1남 1녀 중 장녀인 박연수는 2008년 기준으로 금호생명 레드윙스 팀에서 뛰고 있다.

## 경력
- 숭의여자고등학교
- 태평양화학